# Pedrito Calvo
Pour les articles homonymes, voir Calvo.
Pedro Calvo (surnommé Pedrito Calvo, Pedrito étant un diminutif de Pedro) est un chanteur et un musicien cubain.
Dans les années 1960 il a chanté dans diverses formations ("La Riviera", "Los Jóvenes del filin", "La orquesta de Julio Valdés") puis a rejoint "Juan Formell y Los Van Van", groupe qu'il quitte en 2000.
Il participe alors avec NG La Banda, Pupy Pedroso (pianiste de Los Van Van qui a lui aussi quitté le groupe), et les Afro-Cuban All-Stars.
Il forme alors son propre groupe, La Justicia, et continue de participer avec d'autres groupes («Sur Caribe» notamment).

## Discographie

### En Solo
- 1998 : Ayer y Siempre (EGREM)

1. Déjenme en paz; Auteur : Justi Barreto  2:47
2. Sabor a mí; Auteur : Alvaro Carrillo  2.34
3. Qué es lo que pasa; Auteur : Julio Gutiérrez  3.03
4. Que te vaya bien; Auteur : Federico Baena  3.09
5. Tenía que ser así; Auteur : Bobby Collazo  3.17
6. Mentiras tuyas; Auteur : Mario Fernández Porta  3.21
7. Las cuarenta; Auteur : Garrido-Grela  3.00
8. Levántate; Auteur : José Dolores Quiñones  2.44
9. Lo mismo que a usted; Auteur : Tite Curet Alonso  2.59
10. Un poco más; Auteur : Alvaro Carrillo  3.21
11. Negrura; Auteur : Chucho Cisnero  3.16
12. Compasión; Auteur : Orlando Brito  2.38

### Avec le groupe "La Justicia"
- 2002 : Vengo Con La Justicia (Envidia)

1. Guantánamo
2. Esa boquita
3. El fotingo de caridad
4. Qué le den candela (reprise de Los Van Van)
5. Un montón de estrellas (reprise de Polo Montañez)
6. Cómo les gusta
7. El Negro está cocinando (reprise de Los Van Van)
8. Esa cosita es mía
9. Sábado sensacional
10. Te la tenía escondida
11. Qué no, que no
12. Santiago de Cuba

- 2004 : De Aquí Pa' 'llá (Envidia)

1. Aquí el que baila, gana (reprise de Los Van Van)
2. El negro palma'o
3. De aquí pa' 'llá
4. Loco de amor
5. El que tiene un pollo
6. La copa rota
7. Dime lo que tengo que cuadrar
8. Mi mulata
9. Si te van a dar
10. El cheque (reprise de Los Van Van)

- 2005 : Raices

1. Dormir contigo; Auteur : Armando Manzanero  5:38
2. El rey; Auteur : José Alfredo Jiménez  5:17
3. Ella tiene un algo que no sé; Auteur : Juan Formell  5:41
4. Así mismito; Auteur : Pedro Calvo & Hernández Junior  5:37
5. En el balcón aquel; Auteur : Leopoldo Ulloa 5:27
6. Tango uno; Auteur : Santos Discépolo / Mariano Mores  6:22
7. Persecución; Auteur : Pedro Calvo & Hernández Junior  4:59
8. Río Manzanares; Auteur : D.R.  4:16
9. Raíces; Auteur : Vania A. Colls 5:25
10. Suerte y prosperidad; Auteur : Pedro Calvo & Hernández Junior

- 2006 : ¡Apúrate Bailador!